# Franjo (ime)
 Ovo je glavno značenje pojma Franjo (ime). Za druga značenja pogledajte Franjo (razdvojba).
Franjo je osobno ime. Izvedeno je iz latinskog Franciscus, naziva koji je označavao germansko pleme Franke. U Hrvatskoj su ime Franjo i njegove izvedenice među dvjesto najčešćih muških imena.
Na hrvatskom odnosno u Hrvata ime se Franjo javlja u mnoštvu oblika:
- muško ime: Frano, Frane, Franja, Fran, Franc, Francisko, Franciško, Francesko, Vrane, Franko, Frone, Ferko
- žensko ime: Frana, Franja, Franjka, Franjica, Franca, Francika, Franica, Franka, Franciska, Franciška, Franceska, Franceška, Frančiska